# Dimitri Mitropoulos
Dimitri Mitropoulos (Grieks: Δημήτρης Μητρόπουλος) (Athene, 1 maart 1896 – Milaan, 2 november 1960) was een Grieks dirigent, pianist en componist die een groot deel van zijn leven doorbracht in de Verenigde Staten.

## Biografie
Mitropoulos was de zoon van Yannis en Angeliki Mitropoulos. Op muziekgebied gaf hij al vroeg blijk van zijn talenten en organiseerde tussen zijn elfde en veertiende jaar informele bijeenkomsten waar muziek gespeeld werd bij hem thuis. Zijn eerste officiële compositie – een sonate voor piano en viool, die helaas verloren is gegaan – stamt uit die tijd.
Hij studeerde aan het Conservatorium van Athene en ook in Brussel en Berlijn, en Ferruccio Busoni was een van zijn leraren. Van 1921 tot 1925 was hij assistent van Erich Kleiber bij de Staatsopera Berlijn. Op een concert in 1930 met de Berliner Philharmoniker soleerde hij in het derde pianoconcert van Prokofjev én dirigeerde het orkest vanaf de piano, en was daarmee een van de eerste musici uit de twintigste eeuw die dit deed.
Mitropoulos maakte zijn debuut in de Verenigde Staten bij het Boston Symphony Orchestra en vestigde zich vervolgens in Amerika om in 1946 tot staatsburger genaturaliseerd te worden.Van 1937 tot 1949 was hij de eerste dirigent van het Minneapolis Symphony Orchestra.
In 1949 begon zijn samenwerking met het New York Philharmonic. Aanvankelijk dirigeerde hij het orkest samen met Leopold Stokowski; in 1951 werd hij eerste dirigent. Samen met het Philharmonic maakte hij veelvuldig opnamen voor Columbia Records en organiseerde hij eenmaal per week uitzendingen op televisie vanuit het Roxy Theatre, een populair filmtheater in New York, om zo een nieuw publiek te bereiken. Mitropoulos breidde het repertoire van het Philharmonic uit door opdrachten voor nieuwe composities te geven, en blonk met name ook uit bij uitvoeringen van de symfonieën van Gustav Mahler. In 1957 werd hij opgevolgd door zijn voormalige protegé Leonard Bernstein.
Naast zijn carrière als orkestdirigent bouwde hij ook een reputatie op als operadirigent. Hij verzorgde veelvuldig opera’s als eerste dirigent van de Metropolitan Opera, een positie die hij, hoewel die officieel niet bestond bij de Met, vervulde tot aan zijn dood in 1960. Ook trad hij regelmatig op in Italië. Zijn uitvoeringen van Puccini, Verdi, R. Strauss staan nog steeds model voor aankomende dirigenten.
Een opname van Mitropoulos voor Columbia Records met het New York Philharmonic die hier niet onbesproken mag blijven is een uitvoering van Alban Berg's Wozzeck. Veel opnamen zijn opnieuw uitgebracht op cd door Sony Classics, waaronder gedeelten uit  Prokofievs "Romeo en Julia".
Er werd van hem gezegd dat hij een fotografisch geheugen bezat, wat hem in staat stelde zonder partituur te dirigeren, zelfs tijdens repetities. Verder stond hij bekend om zijn teruggetrokken stijl van leven en zijn diepreligieuze levensovertuiging (hij was Grieks-orthodox).
Hij stierf in Milaan op vierenzestigjarige leeftijd, terwijl hij Gustav Mahlers derde symfonie aan het repeteren was. Een van zijn laatste opnamen was Verdis La Forza del Destino met Giuseppe di Stefano, Antonietta Stella en Ettore Bastianini in Wenen op 23 september 1960.

## Invloed als musicus
Mitropoulos staat bekend om zijn uitvoeringspraktijk met veel muziek van componisten van de Tweede Weense School. Hij schreef zelf een aantal composities voor orkest en voor piano (solo), en arrangeerde orgelwerken van Johann Sebastian Bach voor orkest. Hij stimuleerde Leonard Bernsteins interesse voor de symfonische werken van Mahler. Hij verzorgde als pianist de première van het pianoconcert van Ernst Krenek en voerde werken uit van nieuwe Amerikaanse componisten zoals Roger Sessions en Peter Mennin. In 1952 gaf hij de Amerikaanse componist Philip Bezanson opdracht een pianoconcert te schrijven en verzorgde in het jaar daarop de première.
- Biblioteca Nacional de España: XX1034330
- Bibliothèque nationale de France: cb13897577g (data)
- CiNii: DA07684119
- Gemeinsame Normdatei: 119293943
- International Standard Name Identifier: 0000 0000 8089 3910
- Library of Congress Control Number: n81084041
- Nationale Bibliotheek van Letland: 000310906
- MusicBrainz: 54677c93-4861-4273-8cfc-6cb2d326a06d
- Bibliotheek van het Japanse parlement: 01205729
- Nationale Bibliotheek van Tsjechië: js20021216002
- Nationale Bibliotheek van Israël: 987007298189605171
- Nationale Bibliotheek van Polen: a0000002552182
- Istituto Centrale per il Catalogo Unico: UFIV105925
- SNAC: w6qv3npx
- Système universitaire de documentation: 079180701
- Virtual International Authority File: 10034053
- WorldCat: E39PBJd8cCwmpQkkWbbXKxVgrq